# مهند العزاوي
مهند أحمد ضياء العزاوي سباح عراقي من مواليد 21 سبتمبر 1996 في بغداد في العراق شارك في دورة الألعاب الأولمبية الصيفية 2012 في لندن. تنافس في سباق 100 متر فراشة للرجال، واحتل المركز 41 في التصفيات، ولم يتأهل إلى الدور نصف النهائي، وهو حاليًا سباح محترف متقاعد يعمل كمدرب ومدير رئيسي في مطعم الابتسام في بغداد بالعراق.

## روابط خارجية
- مهند العزاوي على موقع الاتحاد الدولي للسباحة (الإنجليزية)
- مهند العزاوي على موقع أوليمبيديا (الإنجليزية)